# 日本科珀喉盤魚
日本科珀喉盤魚（學名：Kopua japonica），為輻鰭魚綱喉盤魚目喉盤魚科的其中一種，分布於西北太平洋日本東海海域，深度231至258公尺，本魚體延長，前部平扁，後部側扁，體不被鱗，覆有粘液層，頭部側線發達，身體上側線不明顯，眼大，眼眶間縫很窄，後腹吸盤有明顯的乳突，腹鰭喉位，與周圍的皮褶特化成一吸盤，背鰭軟條6枚、臀鰭軟條5枚，體基色為淡乳白色，身體兩側有許多鮮豔的紅橙色橫帶，這些橫帶在背部融合，背部在粉橙色的背景上有許多淡黃色條紋，頭部和鰓蓋為橙色，眼睛金色，背部趨於黑色，黑色瞳孔周圍有一圈淡色的藍色黑色條紋，體長可達3公分，屬底棲性魚類，生活習性不明。